# إليزابيث لي هازن
إليزابيث لي هازن (بالإنجليزية: Elizabeth Lee Hazen) هي عالمة أحياء دقيقة وأحيائية أمريكية، ولدت في 24 أغسطس 1885 في مقاطعة كواهوما في الولايات المتحدة، وتوفيت في 24 يونيو 1975 في سياتل في الولايات المتحدة.

## حياتها المبكرة
وُلدت إليزابيث لي هازن في الرابع والعشرين من شهر آب عام 1885 في مقاطعة كواهوما في ولاية مسيسيبي، والداها هما ويليام إدغار هازن وماغي هاربر هازن. كانت إليزابيث الابنة الثانية والوسطى في العائلة المؤلفة من 3 أولاد. توفي والداها عندما كانت في الرابعة من عمرها، لذا تبنى أقرباء العائلة الأطفال الثلاثة ref name=WIM/>.

## تعليمها
درست إليزابيث هازن في جامعة مسيسيبي للنساء (والتي كان اسمها كلية ومعهد مسيسيبي الصناعي)، وحصلت هناك على شهادة بكالوريوس في العلوم عام 1910. أكملت هازن تعليمها بينما كانت تُدرِّسُ علم الأحياء والفيزياء في مدرسة ثانوية في مدينة جاكسون الأميركية ضمن ولاية مسيسيبي، والتحقت بالمدارس الصيفية في جامعة تينيسي وجامعة فرجينيا.
طلبت هازن الانضمام إلى قسم علم الأحياء في جامعة كولومبيا للدراسات العليا، وحصلت على القبول هناك. ثم أكملت درجة الماستر في علم الأحياء عام 1917، ودرجة الدكتوراه في علم الأحياء الدقيقة عام 1927، وكانت بذلك أول طالبة دكتوراه في جامعة كولومبيا. وبحلول الحرب العالمية الأولى، التحقت هازن بالخدمة العسكرية بصفتها تقنية التشخيص المخبري. وفي عشرينيات القرن الماضي، أجرت هازن أبحاثاً حول الريسين وآثاره على ذيفان السجقية (بوتيولينيوم توكسين)، وذلك بينما كانت تدرس في جامعة كولومبيا.

## مسيرتها العلمية

### بعد التخرج
أكملت هازن أبحاثها عن البكتيريا وعلم المناعة، إذ استفادت من خلفيتها العلمية القوية وخبرتها في هذا المجال. وفي عام 1931، حصلت على فرصة للعمل مع إدارة الصحة في ولاية نيويورك. قبلت هازن الوظيفة وعملت في قسم التشخيص المخبري للبكتيريا في مدينة نيويورك. وقامت بعدة إنجازات ضمن هذا المجال. تضمّ قائمة إنجازاتها اقتفاء تفشي الجمرة الخبيثة وتحديد مصادر الداء التولاري (التولاريمية) واقتفاء مصدر التسمم الغذائي الناجم عن حفظ الأغذية بطريقة غير صحيحة.
عملت هازن مع مكتب قسم المختبرات والأبحاث في نيويورك التابع لإدارة الصحة العامة في الولاية. حيث تعلّمت وتدربت ودرست عن الفطريات والأمراض الفطرية. اختارت مشروعاً هناك وبدأت إنتاج عينات من مزارع الأحياء الدقيقة، ساهمت هذه العينات -بالإضافة إلى الأبحاث التي أجرتها- في وضع اسمها ضمن لوحة الشرف الوطنية للمخترعين.

### عزل النيستاتين
اختيرت هازن عام 1944 من طرف أوغسطس وادزورث، وهو مؤسس ورئيس القسم، كي تصبح مسؤولة عن بحث يتعلق بالفطريات وعلاقتها مع البكتيريا والميكروبات الأخرى. واحتاج هذا البحث إلى عالم في الكيمياء الحيوية، بالإضافة إلى عالمة الأحياء الدقيقة هازن، لذا اختيرت راتشل فولر براون باعتبارها عالمة كيمياء. بدأت هازن إجراء الأبحاث ودراسة الأمراض الفطرية، وتحديداً تلك التي تفشّت في المدينة، من ضمنها أمراض كالالتهاب الرئوي وداء المبيضات، وهي حالة فموية تجعل عملية البلع مؤلمة.
امتلكت هازن عينات نامية من الفطريات، ودرست التأثيرات والعوامل المضادة للفطريات. لكنها احتاجت إلى شخص بإمكانه التعرّف على النشاط المضاد للفطريات الذي يحدث ضمن العينات وعزله. لذا تعرّفت على دالدورف، وهو رئيس القسم في ألباني، وراتشل فولر براون عام 1948، والتي كانت تملك مخبتراً في ألباني.
بدأ البحث المشترك بجمع عينات من التربة من جميع أنحاء البلاد. وقد زرعت هازن الشعيات (رتبة من البكتيريا لها عادةً ميزات مضادة للفطريات) في كل عينة، وأجرت الاختبارات اللازمة عليها كي تتأكد من وجود أي نشاط مضاد للفطريات. فإذا وُجد هكذا نشاط، رُحّلت عينة التربة إلى ألباني، حيث تحضر الدكتورة براون العينات والمستخرجات من المزارع عن طريق عزل العوامل الكيميائية المسؤولة على ما يبدو عن قتل الفطريات. ولاحقاً، تُنقل هذه العينات الجديدة إلى مدينة نيويورك، حيث تجري هازن اختبار السُميّة على العينات مجدداً. وكانت تُعرِّض الكائنات الحية إلى نوعين من الفطريات، المبيضة البيضاء والمستخفية المورمة. ثم تنقّي العينات الواعدة لإجراء اختبارٍ آخر عن النشاط الكابح أو القاتل للفطريات.
بدأت هازن وبراون عام 1948 بحثهما عن عاملٍ فعال مضاد للفطريات. وجدت هازن كائناً حياً يعد بنتائج فعالة في تربة تعود لمزرعة ألبان. وأطلقت عليه اسم Streptomyces noursei أو المتسلسلة النورسِيّة تيمناً بصاحب المزرعة ويليام نورس. لوحظ أن المتسلسلة النورسية تنتج مادتين مضادتين للفطريات. ولوحظ أن إحدى هاتين المادتين سامة للفئران، بينما تبيّن أن الأخرى -بعد تنقيتها- فعالة جداً تجاه داء المبيضات والفطريات التي تغزو الرئتين والجهاز العصبي المركزي. في عام 1950، طرحت العالمتان اكتشافهما -المتمثل بأول مضاد حيوي فعّال للفطريات- على الأكاديمية الوطنية للعلوم. وأطلقتا على المضاد في البداية اسم فنجيسيدين، ثم تغيّر لاحقاً إلى نيستاتين تخليداً لذكرى المؤسسة التي وظّفتهما، وهي إدارة الصحة العامة في ولاية نيويورك.
في خريف عام 1950، أعلنت الدكتورتان هازن وبراون خلال لقاء للأكاديمية الوطنية للعلوم أنهما أنتجتا بنجاحٍ اثنين من العوامل المضادة للفطريات والمستخرجة من مضاد حيوي. وذلك ما قادهما إلى إنتاج النيستاتين: أول مبيد فطري آمن لمعالجة الإنسان. طُرح النيستاتين في الأسواق بعد أن وافقت إدارة الغذاء والدواء الأمريكية على إجراء دراسات على الحيوانات والبشر، وكانت الشركة المسوقة لهذا الدواء هي (إي. آر. سكويب آند سونز) وذلك عام 1954 التي حققت أرباحاً قدرها 135 ألف دولار أميركي في العام الأول فقط. تبرّعت هازن وبراون بحقوق الملكية والعوائد والتي قدّرت بـ 13 مليون دولار إلى صندوق ائتماني قامتا بتأسيسه لتطوير العلم وتقدّم المرأة في المجال العلمي.

## براءة الاختراع
النيستاتين (مضاد فطري / مضاد حيوي)، رقم براءة الاختراع: 2.797. 183
استغرق الحصول على براءة الاختراع 6 سنوات، ويعود التأخر إلى سببين؛ الأول هو الاختبار الذي يجب أن يُجرى كي تُثبت جدوى هذا المنتج. وذلك يتطلب إجراء اختبارات على الإنسان والحيوان بعد الحصول على موافقة إدارة الغذاء والدواء. حصل النيستاتين على الموافقة، وطرحته شركة سكويب عام 1954.
وقد نُشرت مقالة في “صحيفة علم الأمراض الجلدية الاستقصائي” عام 1954 جاء فيها أن هازن وبراون عرضتا اكتشافهما في مقالة أخرى نُشرت سابقاً عام 1949. وإن كان الأمر صحيحاً، فذلك يعني أن براءة الاختراع لن تمنح إلا بعد مرور سنة على الأقل، أي أن البراءة المعلّقة حالياً عديمة الجدوى. لكن بعد إجراء مؤلف المقالة الأبحاث اللازمة، اتضح عدم وجود أي صلة بين المقالتين، وهكذا منحتهم (أي هازن وبراون وشركة سكويب) دائرةُ تسجيل براءات الاختراع الأمريكية براءة اختراع في الخامس والعشرين من شهر حزيران عام 1957.